# Благодійний фонд «Благомай»
Благодійний фонд Благомай — українська благодійна організація, основним напрямом діяльності якої є допомога дітям-сиротам та дітям позбавлених опіки, що знаходяться в дитячих будинках України, та соціальна адаптація цих дітей до реального життя.  Під опікою фонду знаходяться  дитячі будинки, центри соціально-психологічної реабілітації, будинки дитини, інтернати для дітей з вадами розвитку, дитячі будинки сімейного типу. Фонд надає допомогу в рамках освітніх, спортивних, медичних програм, а також в забезпеченні гарячих потреб для дитячих установ та центрів-переселенців. Є членом Українського форуму благодійників та Асоціації благодійників України та Членом Глобального Договору ООН (2013-2016 рр)

## Місія фонду
Рівні можливості для дітей в Україні мати гідне дитинство, аби бути щасливою людиною у сучасному світі.

## Діяльність
Головним напрямком діяльності фонду є підтримка дітей: вихованців та випускників дитячих будинків, дітей-переселенців. Благодійний фонд «Благомай» на постійній основі надає допомогу у забезпеченні потреб підопічних, щомісячно та щорічно звітуючи (фото, фінансово, аудит) про свою діяльність. Також організація реалізує власні масштабні програми та бере участь у партнерских проєктах. Серед них, зокрема:
- 2014 — в партнерстві з Coca-Cola Beverages Ukraine, будівництво спортивно-розважального майданчику для вихованців дитячого будинку «Надія» Броварського району
- 2014 — 2015 — програма допомоги дітям-сиротам зони АТО «Смарагдове місто», в партнерстві з Coca-Cola Beverages Ukraine[4], Henkel Україна[5]
- 2015 —  Благодійні ярмарки в м.Котбус, Німеччина на підтримку дітей[6]
- 2016 — проєкт «Подаруємо дітям щасливе літо», в партнерстві з PepsiCo (спортивний інвентар, настільні ігри, книги для дитячих будинків)
- 2016 — благодійний захід «KidsAutoFest», в рамках якого були зібрані кошти на навчання в автошколах випускників дитячих будинків в партнерстві Хюндай Юкрейн [7][8]
- з 2016 — партнер міжнародної ініціативи «Відкриваємо двері дітям» британської організації «Надія і житло для дітей», метою якої є скорочення кількості інтернатів і збільшення кількості дитячих будинків сімейного типу[9][10]
- 2017 — ініціатива «Теплі подарунки», в партнерстві з Astound Commerce (речі на потреби дитячих будинків у Київській, Чернігівській, Вінницькій та Закарпатській областях)[11]
- з 2017 — Освітній проєкт IT Academy навчання айті спеціальностям та працевлаштування дітей[12]
- з 2017 — регулярні освітні  форуми «WOW Kids Forum» для дітей-сиріт з дитячих будинків, інтернатів, дитячих будинків сімейного типу з усієї України[13]
- з 2018 — Освітній проєкт для дівчат Girl Power Ukraine при підтримці US Embassy

## Основні проєкти

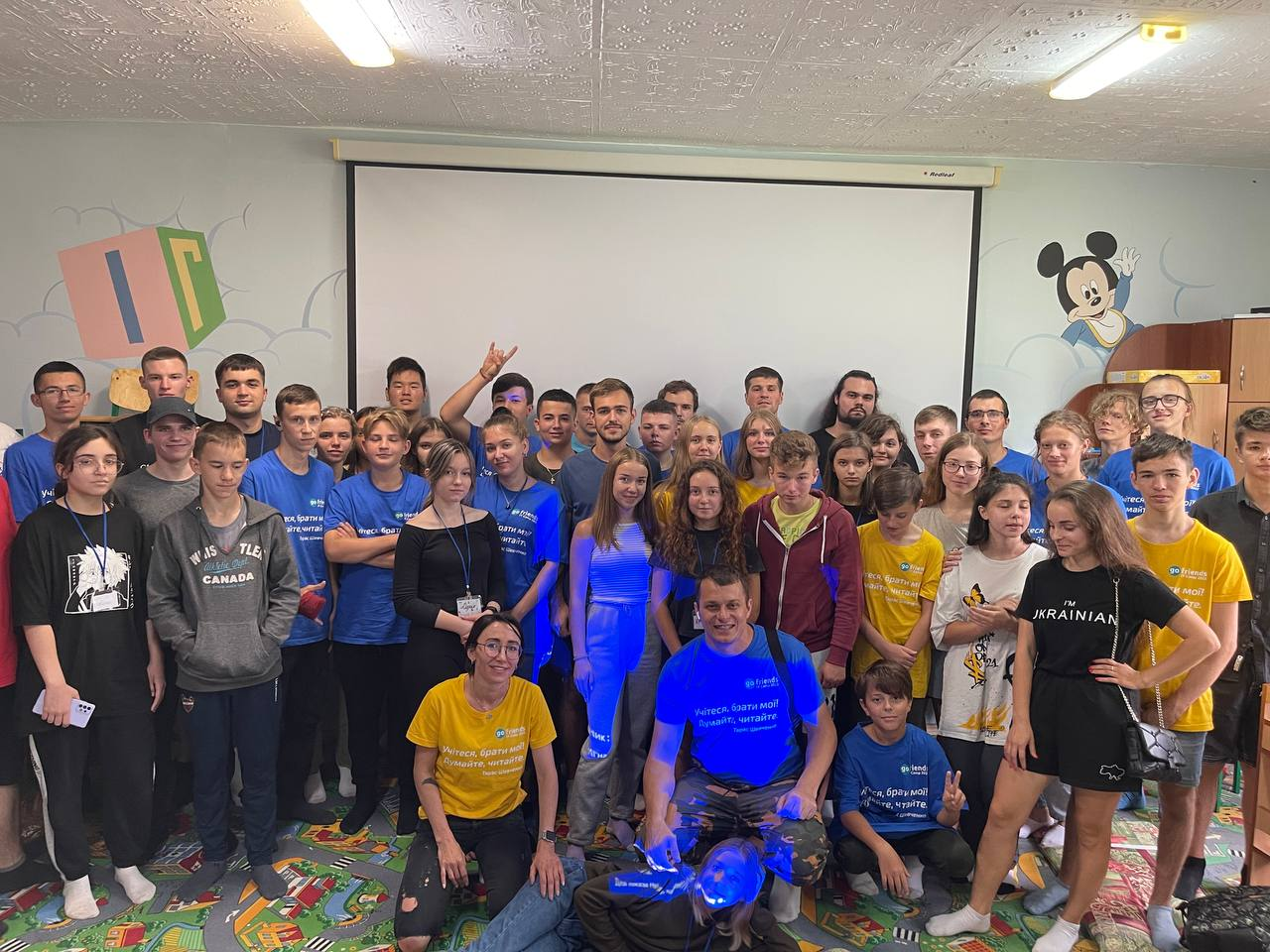
Випусники goFriends IT academy 2021

### Гарячі потреби
Ця програма це відповідь на листи — запити від дитячих будинків та інтернатів з їх гарячими потребами від спідньої білизни до ліжечок та заміни вікон в дитячих установах.У 2021 році було закрито потреби 52 інтернатних будинків по всій Україні.

### Освітній форум «Girl Power»
Ідея проєкту пролягає у підвищенні грамотності серед цих дівчат щодо гендерної рівності, методів боротьби з насиллям, навичок вибору професії та фінансової незалежності, і, як результат, підвищення рівня захисту прав дітей-сиріт та соціально незахищених дівчат, жінок.
В рамках освітньої програми Girls Power учасниці проходять навчання (майстер-класи та тренінги) за наступними темами:
- Репродуктивне здоров'я та сексуальна освіта,
- Права дівчат та жінок у подоланні домашнього насильства,
- Самоосвіта, підвищення особистої ефективності,
- Роль жінки в суспільстві,
- Можливості розвитку для дівчат у обраних сферах, професіях,
- Лідерство та кар'єра.

### Програма психологічної підтримки
Цей проєкт направлений на  дітей сиріт та персоналу, що ними опікується, яким фонд допоміг евакуюватися з районів ведення бойових дій російсько-української війни. За результатами огляду та опитування евакуйованих дітей та їх опікунів, у багатьох розвинувся посттравматичний стресовий розлад, проявилося  зниження апетиту, з'явились суїцидальні думки та погіршився  психологічний стан. Фондом було розроблено стратегію роботи з дітьми-переселенцями та тими, хто ними опікується щодо підтримки психологічного стану евакуйованих.[джерело?]

### goFriends IT academy
Це благодійний проєкт який допомагає освоїти IT і цифрові професії підліткам-сиротам або тим, хто опинився в складній життєвій ситуації. Школа може не тільки безкоштовно навчити дітей, а й забезпечити житло, їжу та інші витрати на весь рік.Проєкт започатковано у 2017 році і на 2020 рік навчання у ньому пройшли 380 дітей.

### Центр уваги
Проєкт спрямований на співробітників інтернатів і дитячих будинків, де проживають і навчаються діти з особливими потребами.
Основна мета ініціативи - це навчання співробітників інтернатів усім новітнім практикам, методикам і навичкам роботи з дітьми з особливими потребами задля їхньої кращої психологічної та фізичної реабілітації й освіти. Також проєкт покликаний вибудувати правильну культуру поведінки та навчання з такими дітьми.

### Чиста вода
Програма оснащення установками з очищення води в дитячих інтернатних установах України. Станом на 2022 рік організація допомогла з установкою очисних систем 14 установам в Україні, також благодійний фонд допомагає фінансово з оплатою сервісного обслуговування цих установок.[джерело?]

### Нові лікарні
Проєкт "Нові лікарні" від благодійного фонду "Благомай" створений з метою модернізації медичної інфраструктури України. Фонд забезпечує лікарні та медичні установи сучасним обладнанням, необхідним для надання  медичних послуг. Проєкт співпрацює з Міністерством охорони здоров'я України, вирішуючи загальнодержавні проблеми у сфері медичної інфраструктури. Крім того, в рамках проєкту проводяться спеціальні ініціативи.[джерело?]

## Відзнаки та нагороди
- 1 місце в номінації «Благодійність в освіті та науці» Національного конкурсу «Благодійна Україна — 2020».
- 1 місце в номінації «Благодійність в освіті та науці» Національного конкурсу «Благодійна Україна — 2019»[17].
- 52 місце у 2023 році у рейтингу ТОП 100+ публічних транспарентних доброчинних організацій України серед всіх фондів, включаючи фонди військового спрямування[18].
- Книга рекордів України - Наймасовіший освітній форум для дітей-сиріт, переселенців та позбавлених батьківського піклування[19]